# ГЕС-ГАЕС Байксо Сабор/Фейтісейро
ГЕС-ГАЕС Байксо Сабор/Фейтісейро (порт. Barragem do Baixo Sabor/Feiticeiro) — гідроелектростанція у північній частині Португалії на річці Сабор, яка починається на території Іспанії в горах Сьєрра-де-Парада та є правою притокою Дору (найбільша за водозбірним басейном річка на північному заході Піренейського півострова, що впадає в Атлантичний океан біля Порту).
Спорудження станції, введеної в експлуатацію у 2016 році, було викликане потребою розширення балансуючих потужностей в умовах розвитку відновлюваної енергетики. Для її роботи річку за 13 км від впадіння в Дору перекрили бетонною арковою греблею Baixo Sabor Montante висотою 123 метри, довжиною 505 метрів та товщиною біля основи 39 метрів. Вона утворила водосховище, витягнуте по долині річки на 60 км (при цьому можливо відзначити, що загальна довжина Sabor приблизно 120 км). Ця водойма із площею поверхні 28,2 км2 та об'ємом 1095 млн м3 (корисний об'єм 630 млн м3) збільшила потужність португальських сховищ у сточищі Дору більш ніж в два рази. Рівень води у ній може коливатись між позначками 205,5 та 234 метри НРМ.
Оскільки станція повинна також виконувати функцію гідроакумуляції, у 9,6 км нижче по течії звели другу греблю Baixo Sabor Jusante. Ця бетонна споруда гравітаційного типу з висотою 45 метрів та довжиною 315 метрів утримує водосховище площею поверхні 2 км2 та об'ємом 30 млн м3 (корисний об'єм 12 млн м3), яке виконує роль нижнього резервуару ГАЕС.
При спорудженні комплексу потрібно було здійснити земляні роботи в об'ємі 2,9 млн м3, витратити 1,1 млн м3 бетону та 14,7 тис. тон арматури.
Біля греблі Montante розташований підземний машинний станції Baixo Sabor. Тут у двох шахтах глибиною 79 метрів та діаметром 11,5
метра встановлено оборотні турбіни типу Френсіс потужністю по 76,5 МВт, які працюють при напорі у 99 метрів. При греблі Jusante працює машинний зал Feiticeiro, де так само встановлено дві турбіни того ж типу потужністю по 18 МВт, але вони використовують значно менший напір — 35 метрів.
Комплекс повинен виробляти 460 млн кВт-год електроенергії на рік, в тому числі половину за рахунок природного притоку.
Вартість проекту перевищила 0,6 млрд євро.